# Clupeichthys aesarnensis
Clupeichthys aesarnensis är en fiskart som beskrevs av Wongratana, 1983. Clupeichthys aesarnensis ingår i släktet Clupeichthys och familjen sillfiskar. IUCN kategoriserar arten globalt som livskraftig. Inga underarter finns listade i Catalogue of Life.